# 江戸川区角野栄子児童文学館
江戸川区角野栄子児童文学館（えどがわくかどのえいこじどうぶんがくかん）は、東京都江戸川区、なぎさ公園内にある文学館。
愛称は魔法の文学館（まほうのぶんがくかん）。館長は角野栄子。

## 沿革
2019年9月、角野が2018年に国際アンデルセン賞に選出されたことなどを受け、江戸川区は同区にゆかりのある作家である角野の功績を称える機能、「児童文学」に親しむ機能、想像力や創造力を育む体験機能の３つの機能と、それらを包括して角野作品の世界観と調和した公園づくりをコンセプトとする児童文学館の開設に関する基本構想を発表した。
2020年1月15日には、隈研吾の事務所（隈研吾建築都市設計事務所）が設計することを発表。総工費は約13億円で、設計費は約1億2000万円。
10月27日のプレスリリースでは、角野栄子の功績や、作品の世界観を伝える〈（仮称）江戸川区角野栄子児童文学館〉の基本設計内容および施設概要が発表された。
2023年11月3日開館。

## 館内
館内は角野のテーマカラーである「いちご色」に彩られる。展示エリアでは『魔女の宅急便』の舞台「コリコの町」や、角野のアトリエを再現した常設展示室、企画展示室が設置されている。読書エリアには「子どもから大人までが読めるおもしろい物語」をテーマに角野が選書した約9000冊を揃える。また、旧江戸川を望む「カフェ・キキ」も併設される。

## 利用案内
- 開館時間：9:30～17:30[2]
  - 最終入館は16:30まで[2]
  - 休館日は火曜日[2]、（火曜日が祝休日の場合は開館し、翌日が休館）、年末年始[2]（12月29日～1月3日）
- 入館料：一般（15歳以上）700円、子供（4歳-中学生）300円、3歳以下無料、日時指定の事前予約制[2]
  - 20名以上の団体の場合、2割引
  - 江戸川区在住者、在勤者、在学者の場合、一般（15歳以上）500円、子供（4歳-中学生）200円

## アクセス
- 東京メトロ東西線「葛西駅」からのアクセス
  - 都営バス〔葛西21〕「魔法の文学館入口」下車　徒歩5分[12]
  - 都営バス〔葛西24〕「なぎさニュータウン」下車　徒歩5分[12]

- ＪＲ京葉線「葛西臨海公園駅」からのアクセス
  - 都営バス〔葛西21〕「魔法の文学館入口」下車　徒歩5分[12]